# Eupyrgus
Eupyrgus is een geslacht van zeekomkommers, en het typegeslacht van de familie Eupyrgidae. De wetenschappelijke naam van het geslacht werd in 1857 voorgesteld door Christian Frederik Lütken.

## Soorten
- Eupyrgus pacificus Östergren, 1905
- Eupyrgus scaber Lütken, 1857